# 錫蓋特聖米克洛什
錫蓋特聖米克洛什（匈牙利语：Szigetszentmiklós，匈牙利語：[ˈsiɡɛt.sɛntmikloːʃ]）是匈牙利的城市，位於該國北部多瑙河畔切佩尔岛，由佩斯州負責管轄，面積45.65平方公里，2009年人口32,340，約四成居民信奉天主教。

## 友好城市
- 芬兰豪基普達斯 1992年
- 羅馬尼亞格奧爾蓋尼 1996年
- 波蘭布斯科茲德魯伊 2003年
- 義大利斯佩基亚 2003年
- 德国施泰因海姆 2003年
- 保加利亚上奧里亞霍維察 2004年
- 北馬其頓科查尼 2004年

## 外部連結
- Official website of town （页面存档备份，存于）
- kisduna.net
- Central Region （页面存档备份，存于）
- Map of Szigetszentmiklós （页面存档备份，存于）
- Szigetszentmiklós Baptist Church （页面存档备份，存于）
- Szigetszentmiklós Sport Club
- Film about Szigetszentmiklós – indulhatunk.hu
- Lakihegyi Lakópark （页面存档备份，存于）